# Knud Knudsen (turner)
Knud Leonard Knudsen (Ålesund, 6 september 1879 - Bergen, 28 april 1954) was een Noors turner.
Knudsen won tijdens de Olympische Zomerspelen 1912 met de Noorse ploeg de gouden medaille in de landenwedstrijd vrij systeem.

## Olympische Zomerspelen
| Jaar | Plaats    | Resultaten        |
| ---- | --------- | ----------------- |
| 1912 | Stockholm | team vrij systeem |